# Narciso Ramón Colman
Narciso Ramón Colman (Ybytymí, 29 de outubro de 1880 — Assunção, 31 de agosto de 1954) foi um poeta paraguaio em língua guarani. Sua obra recolhe lendas nativas e temas religiosos (Flores silvestres, 1917; Nido de brisas, 1946). Traduziu textos da Bíblia ao guarani.